# Веллисте, Тривими
Тривими Ве́ллисте (Trivimi Velliste, родился 4 мая 1947) — эстонский государственный деятель. С 1992 по 1994 год — министр иностранных дел Эстонии.
С 1995 года является членом партии Исамаалийт.

## Биография
- 1971 — старший корректор издательства «Валгус»
- 1971—1976 — заместитель начальника литературного отдела Государственного комитета по литературе Эстонской ССР, старший редактор главной редакции
- 1976—1987 — старший корреспондент отдела публицистики еженедельника Sirp ja Vasar, переводчик
- 1987—1991 — председатель Эстонского общества охраны памятников старины
- 1992—1994 — министр иностранных дел Эстонии
- 1992—1994 — депутат Рийгикогу (Парламента Эстонии) VII созыва
- 1994—1998 — постоянный представитель Эстонии в ООН
- 1998—1999 — советник министра обороны Эстонии
- 1999—2011 — депутат Рийгикогу IX, X и XI созывов
- 2007 — Президент Балтийской ассамблеи
- 2011 — кандидат в депутаты Рийгикогу XII созыва (не набрал достаточного количества голосов и не был избран)

## Деятельность в поддержку ветеранов 20-й эстонской дивизииWaffen SS
Выступает на слётах ветеранов 20-й гренадерской дивизии Waffen SS..
В качестве депутата Рийгикогу в течение семи лет безуспешно боролся за официальное признание ветеранов 20-й эстонской дивизии Waffen SS борцами за свободу Эстонии.
30 июля 2011 года на слёте ветеранов 20-й дивизии Waffen SS на вопрос корреспондента, не рождаются ли вокруг его точки зрения на историю неонацисты, Веллисте ответил:

« В Эстонии, среди эстонцев не было нацистской идеологии ни в войну, ни после неё, ни сейчас. Эстонцы не склонны к такой идеологии.»

## Осуждение нацизма
30 июля 2011 года на традиционном слете ветеранов 20-й дивизии Waffen SS дал негативную оценку действиям нацистской Германии:

« И я не хочу утверждать, что враг номер 2, гитлеровская Германия, чем-то принципиально лучше. Они абсолютно равные друг другу ублюдочные хищники.»

« Мы очень хорошо знаем, сколько нашего народа уничтожил каждый из оккупантов. Оба оккупанта уничтожали наш народ, но оккупант номер один уничтожил значительно больше. Это жестокие факты. Я не говорю о том, что случилось бы, если бы немцы выиграли эту войну, об этом мы можем сколько угодно спекулировать, что и делается сейчас.»

## Награды и премии
- Премия памяти профессора Торолфа Рафто (1988)
- Орден Государственного герба IV класса (2001)
- Орден Государственного герба II класса (2006)
- Командор ордена Трёх звёзд (2010, Латвия)[5]
- Офицер ордена Заслуг перед Республикой Польша (2009, Польша)[6]